# Список плазунів Словаччини
У цьому списку наведено всі види плазунів, які трапляються на території Словаччини, як підтверджені види, так і ті, які потенційно можуть долучитися до герпетофауни країни. Термінологія наведена відповідно до списку плазунів Європи від Європейської герпетологічної спілки (лат. Societas Europaea Herpetologica), або просто SEH.
Загалом підтверджено проживання 13 видів (5 видів змій, 7 видів ящірок та 1 виду черепах), 10 родів, 7 родин та 2 рядів плазунів. Всі є автохтонними. Один вид — Trachemys scripta — є потенційним новим інтродукованим видом для Словаччини. Поширення та видовий статус ще однієї веретільниці – Anguis colchica потребує подальшого вивчення.
Плазунів можна зустріти на всій території Словаччини, але поширення різних видів не однакове. Так, якщо Natrix natrix чи Anguis colchica можна знайти на всій території країни, то Ablepharus kitaibelii зустрічається тільки в південних районах країни, поблизу кордону з Угорщиною, звідки він, як вважають, і переселився на територію Словаччини. Окрім того, різняться й біотопи, в яких живуть плазуни: та ж веретільниця ламка може зустрічатися практично у всіх біотопах, а черепахи — у болотяних місцинах та поблизу водойм без стрімкої течії.
Як і по всій Європі, рептилії зазнають сильного антропогенного впливу. Серед основних проблем, які зменшують ареал проживання плазунів, постають урбанізація, потреби сільського господарства, будівництво доріг та колій.

## Список

### Легенда
Наступні теги використано для позначення охоронного статусу кожного виду за оцінками МСОП та Європейського Червоного списку:
| NT | Near Threatened | Близький до загрозливого стану |
| LC | Least Concern   | У найменшій загрозі            |

Для більшості плазунів наведений їх статус у ЄЧС (виділений жирним шрифтом – VU, EN, LC). Якщо європейський статус відсутній, то наведено глобальний (звичайним шрифтом – VU, LC, NT). Якщо і такий статус відсутній, то в клітинці стоїть прочерк («-»). Під українською вернакулярною назвою рептилій наведена локальна вернакулярна назва (у випадку Словаччини — словацькою), якщо така існує.

### Підтверджені плазуни
| Українська назва/Локальна назва                       | Біноміальна назва                                            | Родина     | Ряд        | Статус ЄЧС/МСОП | Ареал проживання | Зображення | Виноски                     |
| ----------------------------------------------------- | ------------------------------------------------------------ | ---------- | ---------- | --------------- | --- | ---------- | --------------------------- |
| Веретільниця ламка (словац. Slepúch lámavý)           | Anguis fragilis Linnaues, 1758                               | Anguidae   | Squamata   | LC              | Зустрічається по всій країні на різних висотах — від гір та височин до рівнин.. Мешкає у різних типах біотопів: ліси (особливо букові), гірські луки, узлісся, поблизу боліт. |            | [ 3 ] [ 8 ] [ 9 ]           |
| Веретільниця східна (словац. slepúch východný)        | Anguis colchica (Nordmann, 1840)                             | Anguidae   | Squamata   | –               | Поширення цього виду потребує подальшого вивчення. Словаччина є однією з країн, де відбувається контакт обидвох видів (A. fragilis та A. colchica). |            | [ 2 ] [ 10 ] [ 11 ]         |
| Мідянка звичайна (словац. Užovka hladká)              | Coronella austriaca Laurenti, 1768                           | Colubridae | Squamata   | LC              | Переважно в районах Нітри, Філяково, басейну Грону, Словацького Карсту. Полюбляє відкриті посушливі ділянки або кам'янисті місцини. Також трапояється на теплих берегах річок. |            | [ 12 ] [ 13 ] [ 14 ]        |
| Полоз ескулапів (словац. Užovka stromová)             | Zamenis longissimus (Laurenti, 1768)                         | Colubridae | Squamata   | LC              | Переважно трапляється в районах Малих Карпат, Вигорлату, Словацького Карсту, Крупінської Планіни. Мешкає в різних біотопах (ліси, луки, узлісся). |            | [ 15 ] [ 16 ] [ 17 ] [ 18 ] |
| Вуж звичайний (словац. Užovka obojková)               | Natrix natrix (Linnaues, 1758)                               | Natricidae | Squamata   | LC              | Трапляється на території всієї країни переважно поблизу водойм та в болотяних місцин. |            | [ 19 ] [ 20 ] [ 21 ]        |
| Вуж водяний (словац. Užovka fŕkaná)                   | Natrix tessellata (Laurenti, 1768)                           | Natricidae | Squamata   | LC              | Насамперед у водоймах та поблизу них (такі річки, як Дунай, Грон, Бодрог, Нітра, їх басейни). Також зустрічається в озерах та ставках. |            | [ 4 ] [ 22 ] [ 23 ]         |
| Коротконіжка європейська (словац. Krátkonôžka štíhla) | Ablepharus kitaibelii (Bibron et Bory de Saint-Vincent, 1833 | Scincidae  | Squamata   | LC              | Трапляється в південно-східній частині країни, біля кордону з Угорщиною. Живе в посушливих та скелястих біотопах, поміж трави і листя |            | [ 5 ] [ 24 ] [ 25 ]         |
| Ящірка прудка (словац. Jašterica krátkohlavá)         | Lacerta agilis Linnaues, 1758                                | Lacertidae | Squamata   | LC              | Вид поширений по всій країні, але найчисленніші популяції розташовані на заході країни. Надає перевагу посушливим біотопам: чагарникам, пустищам, кар'єрам. Також стрічається на узліссях та луках. |            | [ 26 ] [ 27 ] [ 28 ]        |
| Ящірка зелена (словац. Jašterica zelená)              | Lacerta viridis (Laurenti, 1768)                             | Lacertidae | Squamata   | LC              | Мешкає в південній частині країни, вздовж лінії Малі Карпати – Братислава – Нітра –Грон. Полюбляє теплі лісові, чагарникові чи піщані ділянки, вапнякові відслонення, узлісся, пасовища. |            | [ 29 ] [ 30 ] [ 31 ]        |
| Ящірка мурова (словац. Jašterica múrová)              | Podarcis muralis (Laurenti, 1768)                            | Lacertidae | Squamata   | LC              | Трапляється переважно в гірських регіонах країни. Надає перевагу кам'янистим та скелястим біотопам. Часом стрічається у покинутих кам'яних спорудах. |            | [ 32 ] [ 33 ] [ 34 ]        |
| Ящірка живородна (словац. Jašterica živorodá)         | Zootoca vivipara (Lichstein, 1823)                           | Lacertidae | Squamata   | LC              | Мешкає в гірських регіонах (Малі Карпати, Велика та Мала Фатри, Низькі Татри), у лісах, на луках та болотах. |            | [ 35 ] [ 36 ] [ 37 ]        |
| Гадюка звичайна (словац. Vretenica severná)           | Vipera berus (Linnaues, 1758)                                | Viperidae  | Squamata   | LC              | Трапляється у майже всіх гірських місцевостях країни. Зазвичай трапляється на висоті 400 – 600 м, проте може траплятися на висоті до 2000 м. Проживає в різних сонячних і вологих біотопах: у лісах та на узліссях, на гірських луках та лісових галявинах, серед чагарників та на пустищах, на вирубках. |            | [ 38 ] [ 39 ] [ 40 ]        |
| Черепаха болотна (словац. Korytnačka močiarna)        | Emys orbicularis (Linnaeus, 1758)                            | Emydidae   | Testudines | NT              | Основним місцем проживання є схід Словаччини. Надає перевагу болотяним місцевостям або водоймам зі слабкою течією |            | [ 6 ] [ 41 ] [ 42 ]         |

### Потенційно нові види
| Українська назва/Локальна назва                               | Біноміальна назва                              | Родина   | Ряд        | Статус ЄЧС/МСОП | Пояснення | Зображення | Виноски              |
| ------------------------------------------------------------- | ---------------------------------------------- | -------- | ---------- | --------------- | --- | ---------- | -------------------- |
| Черепаха барвиста (словац. Korytnačka maľovaná)               | Chrysemys picta (Schneider, 1783)              | Emydidae | Testudines | LC              | Черепаха наведена в списку інвазвиних видів Словаччини.                                                                            |            | [ 43 ] [ 44 ]        |
| Червоновуха черепаха звичайна (словац. Korytnačka písmenková) | Trachemys scripta (Thunberg in Schoepff, 1792) | Emydidae | Testudines | NA              | Потенційно новий вид, зважаючи на часті знахідки в дикій природі. Окремі знахідки поблизу озер та болотяних місцин по всій країні. |            | [ 45 ] [ 46 ] [ 47 ] |

## Виноски
1. ↑  Jeroen Speybroeck, Wouter Beukema, Christophe Dufresnes, Uwe Fritz, Daniel Jablonski, Petros Lymberakis, Iñigo Martínez-Solano, Edoardo Razzetti, Melita Vamberger, Miguel Vences, Judit Vörös, Pierre-André Crochet (2020). Species list of the European herpetofauna – 2020 update by the Taxonomic Committee of the Societas Europaea Herpetologica. Amphibia-Reptilia (англ.): 1—51. doi:10.1163/15685381-bja10010. Архів оригіналу за 8 травня 2020. Процитовано 30 липня 2021.
2. 1 2  Václav Gvozdík, David Jandzik (2010). Slow worm, Anguis fragilis (Reptilia: Anguidae) as a species complex: Genetic structure reveals deep divergences (PDF). Molecular Phylogenetics and Evolution. 55 (1): 450—462. doi:10.1016/j.ympev.2010.01.007. PMID 20079858. Архів (PDF) оригіналу за 14 травня 2015. Процитовано 14 травня 2015.(англ.)
3. 1 2 3  Slepúch lámavý – Anguis fragilis (Linnaeus, 1758) (словац.). plazyunas.com. Архів оригіналу за 5 травня 2015. Процитовано 5 травня 2015.
4. 1 2  Užovka fŕkaná, Natrix tessellata (Laurenti, 1768) (словац.). plazyunas.com. Архів оригіналу за 5 травня 2015. Процитовано 5 травня 2015.
5. 1 2  Krátkonôžka štíhla – Ablepharus kitaibelii fitzingeri (MERTENS, 1952) (словац.). plazyunas.com. Архів оригіналу за 5 травня 2015. Процитовано 5 травня 2015.
6. 1 2  Korytnačka močiarna, Emys orbicularis (Linnaeus,1758) (словац.). plazyunas.com. Архів оригіналу за 5 травня 2015. Процитовано 5 травня 2015.
7. ↑  Slovakia biodiversity at risk (PDF) (англ.). МСОП. Архів оригіналу (PDF) за 5 травня 2015. Процитовано 5 травня 2015.
8. ↑  Anguis fragilis (англ.). Reptile Data Base. Архів оригіналу за 5 травня 2015. Процитовано 5 травня 2015.
9. ↑  Aram Agasyan, Aziz Avci, Boris Tuniyev, Jelka Crnobrnja Isailovic, Petros Lymberakis, Claes Andrén, Dan Cogalniceanu, John Wilkinson, Natalia Ananjeva, Nazan Üzüm, Nikolai Orlov, Richard Podloucky, Sako Tuniyev, Uğur Kaya, Hans Konrad Nettmann, Wolfgang Böhme, Bogoljub Sterijovski, Milan Vogrin, Claudia Corti, Valentin Pérez Mellado, Paulo Sá-Sousa, Marc Cheylan, Juan Pleguezuelos, Varol Tok, Roberto Sindaco, Bartosz Borczyk, Benedikt Schmidt. Anguis fragilis (англ.). МСОП. Архів оригіналу за 17 квітня 2016. Процитовано 14 жовтня 2015.
10. ↑  Tibor Sos (2010). Evaluating the accuracy of morphological traits used in Anguis (sub)species differentiation (PDF). Herpetologica Romanica. 4 (1): 29—44. Архів (PDF) оригіналу за 14 травня 2015. Процитовано 14 травня 2015.(англ.)
11. ↑  Загороднюк І., Коробченко М. Раритетна фауна Луганщини: хребетні
першочергової уваги. — Луганськ : ШИКО, 2014. — С. 82. — ISBN 978-966-492-282-8.
12. ↑  Coronella austriaca (англ.). Reptile Data Base. Архів оригіналу за 5 травня 2015. Процитовано 5 травня 2015.
13. ↑  Užovka hladká – Coronella austriaca (Laurenti 1768) (словац.). plazyunas.com. Архів оригіналу за 5 травня 2015. Процитовано 5 травня 2015.
14. ↑  Jelka Crnobrnja Isailovic, Rastko Ajtic, Milan Vogrin, Claudia Corti, Valentin Pérez Mellado, Paulo Sá-Sousa, Marc Cheylan, Juan Pleguezuelos, Alexander Westerström, Cornelius C. De Haan, Varol Tok, Bartosz Borczyk, Bogoljub Sterijovski, Benedikt Schmidt. Coronella austriaca (англ.). МСОП. Архів оригіналу за 19 червня 2015. Процитовано 14 жовтня 2015.
15. ↑  Zamenis longissimus (англ.). МСОП. Архів оригіналу за 31 липня 2015. Процитовано 5 травня 2015.
16. ↑  Zamenis longissimus (англ.). Reptile Data Base. Архів оригіналу за 5 травня 2015. Процитовано 5 травня 2015.
17. ↑  Užovka stromová – Zamenis longissimus (Laurenti, 1768) (словац.). plazyunas.com. Архів оригіналу за 5 травня 2015. Процитовано 5 травня 2015.
18. ↑  Aram Agasyan, Aziz Avci, Boris Tuniyev, Jelka Crnobrnja Isailovic, Petros Lymberakis, Claes Andrén, Dan Cogalniceanu, John Wilkinson, Natalia Ananjeva, Nazan Üzüm, Nikolai Orlov, Richard Podloucky, Sako Tuniyev, Uğur Kaya, Wolfgang Böhme, Rastko Ajtic, Milan Vogrin, Claudia Corti, Valentin Pérez Mellado, Paulo Sá-Sousa, Marc Cheylan, Juan Pleguezuelos, Bartosz Borczyk, Benedikt Schmidt, Andreas Meyer. Zamenis longissimus (англ.). МСОП. Архів оригіналу за 27 вересня 2015. Процитовано 14 жовтня 2015.
19. ↑  Natrix natrix (англ.). Reptile Data Base. Архів оригіналу за 5 травня 2015. Процитовано 5 травня 2015.
20. ↑  Užovka obojková – Natrix natrix (Linné, 1758) (словац.). plazyunas.com. Архів оригіналу за 5 травня 2015. Процитовано 5 травня 2015.
21. ↑  Aram Agasyan, Aziz Avci, Boris Tuniyev, Jelka Crnobrnja Isailovic, Petros Lymberakis, Claes Andrén, Dan Cogalniceanu, John Wilkinson, Natalia Ananjeva, Nazan Üzüm, Nikolai Orlov, Richard Podloucky, Sako Tuniyev, Uğur Kaya, Rastko Ajtic, Milan Vogrin, Claudia Corti, Valentin Pérez-Mellado, Paulo Sá-Sousa, Marc Cheylan, Juan Pleguezuelos, Bogoljub Sterijovski, Hans Konrad Nettmann, Cornelius C. De Haan, Bartosz Borczyk, Bogoljub Sterijovski, Benedikt Schmidt, Andreas Meyer. Natrix natrix (англ.). МСОП. Архів оригіналу за 27 вересня 2015. Процитовано 14 жовтня 2015.
22. ↑  Aram Agasyan, Aziz Avci, Boris Tuniyev, Jelka Crnobrnja Isailovic, Petros Lymberakis, Claes Andrén, Dan Cogalniceanu, John Wilkinson, Natalia Ananjeva, Nazan Üzüm, Nikolai Orlov, Richard Podloucky, Sako Tuniyev, Uğur Kaya, Rastko Ajtic, Milan Vogrin, Claudia Corti, Valentin Pérez-Mellado, Paulo Sá-Sousa, Marc Cheylan, Juan Pleguezuelos, Bogoljub Sterijovski, Hans Konrad Nettmann, Cornelius C. De Haan, Bartosz Borczyk, Bogoljub Sterijovski, Benedikt Schmidt, Andreas Meyer. Natrix tesselata (англ.). МСОП. Архів оригіналу за 22 грудня 2015. Процитовано 5 травня 2015.
23. ↑  Natrix tesselata (англ.). Reptile Data Base. Архів оригіналу за 5 травня 2015. Процитовано 5 травня 2015.
24. ↑  Böhme, W., Lymberakis, P., Ajtic, R., Tok, V., Ugurtas, I.H., Sevinç, M., Crochet, P.-A., Haxhiu, I,, Sterijovski, B., Krecsák, L., Kaska, Y., Kumlutaş, Y., Avci, A. & Jelić, D. Ablepharus kitaibelii (англ.). МСОП. Архів оригіналу за 22 грудня 2015. Процитовано 5 травня 2015.
25. ↑  Ablepharus kitaibelii (англ.). Reptile Data Base. Архів оригіналу за 5 травня 2015. Процитовано 5 травня 2015.
26. ↑  Aram Agasyan, Aziz Avci, Boris Tuniyev, Petros Lymberakis, Claes Andrén, Dan Cogalniceanu, John Wilkinson, Natalia Ananjeva, Nazan Üzüm, Nikolai Orlov, Richard Podloucky, Sako Tuniyev, Uğur Kaya, Jelka Crnobrnja Isailovic, Milan Vogrin, Claudia Corti, Valentin Pérez Mellado, Paulo Sá-Sousa, Marc Cheylan, Juan Pleguezuelos, Martin Kyek, Alexander Westerström, Hans Konrad Nettmann, Bartosz Borczyk, Bogoljub Sterijovski, Benedikt Schmidt. Lacerta agilis (англ.). МСОП. Архів оригіналу за 27 вересня 2015. Процитовано 5 травня 2015.
27. ↑  Lacerta agilis (англ.). Reptile Data Base. Архів оригіналу за 5 травня 2015. Процитовано 5 травня 2015.
28. ↑  Jašterica krátkohlavá (obyčajná) stredoeurópska– Lacerta agilis agilis (LINNÉ, 1758) (словац.). plazyunas.com. Архів оригіналу за 5 травня 2015. Процитовано 5 травня 2015.
29. ↑  Jelka Crnobrnja Isailovic, Milan Vogrin, Claudia Corti, Valentin Pérez Mellado, Paulo Sá-Sousa, Marc Cheylan, Juan Pleguezuelos, Hans Konrad Nettmann, Bogoljub Sterijovski, Petros Lymberakis, Richard Podloucky, Dan Cogalniceanu, Aziz Avci. Lacerta viridis (англ.). МСОП. Архів оригіналу за 4 жовтня 2015. Процитовано 5 травня 2015.
30. ↑  Lacerta viridis (англ.). Reptile Data Base. Архів оригіналу за 5 травня 2015. Процитовано 5 травня 2015.
31. ↑  Jašterica zelená – Lacerta viridis (Laurenti 1768) (словац.). plazyunas.com. Архів оригіналу за 5 травня 2015. Процитовано 5 травня 2015.
32. ↑  Wolfgang Böhme, Valentin Pérez-Mellado, Marc Cheylan, Hans Konrad Nettmann, László Krecsák, Bogoljub Sterijovski, Benedikt Schmidt, Petros Lymberakis, Richard Podloucky, Roberto Sindaco, Aziz Avci. Podarcis muralis (англ.). МСОП. Архів оригіналу за 27 вересня 2015. Процитовано 5 травня 2015.
33. ↑  Podarcis muralis (англ.). Reptile Data Base. Архів оригіналу за 5 травня 2015. Процитовано 5 травня 2015.
34. ↑  Jašterica múrová – Podarcis muralis (Linaeus, 1768) (словац.). plazyunas.com. Архів оригіналу за 5 травня 2015. Процитовано 5 травня 2015.
35. ↑  Aram Agasyan, Aziz Avci, Boris Tuniyev, Jelka Crnobrnja Isailovic, Petros Lymberakis, Claes Andrén, Dan Cogalniceanu, John Wilkinson, Natalia Ananjeva, Nazan Üzüm, Nikolai Orlov, Richard Podloucky, Sako Tuniyev, Uğur Kaya, Wolfgang Böhme, Hans Konrad Nettmann, Jelka Crnobrnja Isailovic, Ulrich Joger, Marc Cheylan, Valentin Pérez-Mellado, Bartosz Borczyk, Bogoljub Sterijovski, Alexander Westerström, Benedikt Schmidt. Zootoca vivipara (англ.). МСОП. Архів оригіналу за 2 жовтня 2015. Процитовано 5 травня 2015.
36. ↑  Zootoca vivipara (англ.). Reptile Data Base. Архів оригіналу за 5 травня 2015. Процитовано 5 травня 2015.
37. ↑  Jašterica živorodá – Zootoca vivipara (Von Jacquin, 1787) (словац.). plazyunas.com. Архів оригіналу за 5 травня 2015. Процитовано 5 травня 2015.
38. ↑  Vipera berus (англ.). Reptile Data Base. Архів оригіналу за 5 травня 2015. Процитовано 5 травня 2015.
39. ↑  Vretenica severná (obyčajná) – Vipera berus (Linné 1758) (словац.). plazyunas.com. Архів оригіналу за 5 травня 2015. Процитовано 5 травня 2015.
40. ↑  Jelka Crnobrnja Isailovic, Milan Vogrin, Claudia Corti, Paulo Sá-Sousa, Marc Cheylan, Juan M. Pleguezuelos, Ljiljana Tomović, Bogoljub Sterijovski, Ulrich Joger, A. Westerström, Bartosz Borczyk, Benedikt Schmidt, Andreas Meyer, Roberto Sindaco, Dušan Jelić. Vipera berus (англ.). Архів оригіналу за 31 липня 2015. Процитовано 14 жовтня 2015.
41. ↑  van Dijk, P.P. & Sindaco, R. Emys orbicularis (англ.). МСОП. Архів оригіналу за 25 листопада 2015. Процитовано 5 травня 2015.
42. ↑  Emys orbicularis (англ.). Reptile Data Base. Архів оригіналу за 5 травня 2015. Процитовано 5 травня 2015.
43. ↑  Korytnačka maľovaná (Chrysemys picta) (словац.). ŠOPRS. Архів оригіналу за 5 серпня 2021. Процитовано 5 серпня 2021.
44. ↑  Van Dijk, P.P. Chrysemys picta (англ.). МСОП. Архів оригіналу за 20 січня 2021. Процитовано 5 серпня 2021.
45. ↑  Trachemys scripta (англ.). Reptile Data Base. Архів оригіналу за 5 травня 2015. Процитовано 5 травня 2015.
46. ↑  Robert A. Francis (2012). A Handbook of Global Freshwater Invasive Species. New York: Earthscan. с. 335. ISBN 978-1-84971-228-6.(англ.)
47. ↑  Luca Luiselli (Institute for Development Ecology Conservation and Cooperation (IDECC)) (30 січня 2023). IUCN Red List of Threatened Species: Trachemys scripta. IUCN Red List of Threatened Species. Архів оригіналу за 9 квітня 2025.